# A veces
«A veces» es una canción del cantante y rapero argentino Paulo Londra y el cantante colombiano Feid. Fue publicada el 3 de noviembre de 2022 a través de Warner Music Latina y Universal Music Latino, como el noveno sencillo del segundo álbum de estudio de Londra Back to the Game (2022).

## Antecedentes
Los rumores de una posible colaboración entre Londra y Feid despertaron cuando el artista argentino subió a sus redes sociales una historia de Instagram, donde aparecía escuchando la canción «Normal» del cantante colombiano. Finalmente, el 2 de noviembre de 2022, ambos artistas confirmaron que lanzarían el sencillo «A veces» y que formaría parte del segundo disco de Londra.

## Música, letra y composición
«A veces» tiene como base musical los sonidos del reguetón, incorporando elementos de la percusión a su melodía. La lírica de la pista musical trata sobre un sentimiento de nostalgia hacia un deseo de un interés amoroso pasado, donde en algún momento hubo reciprocidad, sin embargo, en la actualidad todo ha cambiado, incluyendo las emociones y la dinámica de la relación. La canción fue compuesta en un solo día por Londra y Feid; mientras que la producción estuvo a cargo de Federico Vindver y Rio Root.

## Recepción crítica
El sencillo fue recibido de manera positiva por varios medios especializados, que mencionaron que en la canción «se resalta a la perfección la esencia de ambas estrellas, mostrando la poderosa destreza lírica de Paulo Londra y la voz característica por la que se ha dado a conocer Feid».

## Desempeño comercial
La canción en sus primeras 24 horas logró acumular más de dos millones de visualizaciones en YouTube, lo que la ubicó en el primer puesto de las tendencias musicales en Argentina. En España, la canción logró ingresar a la octava posición de la listas de éxitos musicales de Spotify.

## Video musical
El videoclip fue estrenado el 3 de noviembre del 2022 en el canal oficial de YouTube de Londra. Fue dirigido por Facundo Ballve y su rodaje fue en la ciudad de Miami, Estados Unidos. El video muestra a Londra y Feid en pleno proceso de composición y producción de la canción en los estudios de grabación, como así también escenas en una azotea iluminada por luces de neón rojas.

## Posicionamiento en las listas
| Lista (2022)                       | Mejor posición |
| ---------------------------------- | -------------- |
| Argentina Hot 100 (Billboard)      | 50             |
| Argentina (Monitor Latino)         | 17             |
| Bolivia (Billboard)                | 17             |
| Colombia (Billboard)               | 9              |
| Colombia Streaming (Promúsica)     | 6              |
| Costa Rica (FONOTICA)              | 19             |
| Costa Rica Urbano (Monitor Latino) | 11             |
| Ecuador (Billboard)                | 19             |
| Ecuador (Top 100 Ecuador)          | 22             |
| España (PROMUSICAE)                | 13             |
| Global Excl. US (Billboard)        | 130            |
| Hot Trending Songs (Billboard)     | 17             |

| Lista (2022)   | Mejor posición |
| -------------- | -------------- |
| Paraguay (SGP) | 44             |

## Certificaciones
| País   | Organismo certificador | Certificación | Ventas certificadas | Simbolización | Ref.   |
| ------ | ---------------------- | ------------- | ------------------- | ------------- | ------ |
| España | PROMUSICAE             | Oro           | 30 000              | ●             | [ 24 ] |

## Créditos y personal
Adaptados desde Genius.

### Producción
- Paulo Londra: voz y composición.
- Feid: voz y composición.
- Federico Vindver: composición, producción, teclado, guitarra y sintetizador.
- Rio Root: producción.

### Técnico
- Patrizio «Teezio» Pigliapoco: ingeniería de mezcla.
- Dale Becker: ingeniería de masterización.
- Ignacio Portales: asistente de ingeniería de mezcla.
- Federico Vindver: programación e ingeniería de grabación.

## Historial de lanzamientos
| Región | Fecha                  | Formato(s)                 | Sello(s) discográfico(s) | Ref.   |
| ------ | ---------------------- | -------------------------- | ------------------------ | ------ |
| Varios | 3 de noviembre de 2022 | Descarga digital streaming | Warner Universal         | [ 26 ] |